# Жан I д’Арманьяк
Жан I д’Арманьяк (фр. Jean Ier d’Armagnac; 1305 — 16 мая 1373) — граф д’Арманьяк, де Фезансак и де Родез с 1319 года, виконт де Ломань и д’Овиллар с 1325 по 1336 годы и с 1343 года, граф де Гор с 1336 по 1343 и с 1355 по 1364 годы, сын Бернара VI, графа д’Арманьяка и де Фезансака, и Сесиль († 1313), наследницы графства Родез.

## Гербы
Наследовав после смерти матери графство Родез, он, согласно её завещанию, принял герб графов де Родез. Начиная с этого времени он и все его потомки носили четвертованный щит, на 1 и 4 четверти которого был на серебре червленый лев (д’Арманьяки), а на 2 и 3 — на червленом поле золотой львиный леопард (де Родезы).

## Биография
В 1324 году, несмотря на приказы короля Эдуарда II, сюзерена Жана I по Арманьяку и Фезансаку, он принял сторону Франции, и оставался верен своему выбору всю свою жизнь. В том же году он участвовал в осаде Ла Реоля войсками Шарля, графа де Валуа.
В 1326 году принял участие в борьбе с бандами наемников в Керси и Ажене.
В 1328 году он присутствовал при коронации в Реймсе нового короля, Филиппа VI. Затем вместе со всеми, присутствующими при коронации, идет во Фландрию, где его мужество в сражении под Касселем (23 августа 1328 года) отмечено многими хронистами.
6 июня 1329 года, в Амьене, Жан I выступает как свидетель на церемонии принесения оммажа королём Англии Эдуардом III, за герцогство Гиень.
В 1333 году он отправляется в Италию под командованием Жана Люксембургского, короля Богемии. Возглавив авангард его армии, присоединенный к войскам папы, при поражении под Феррарой (14 апреля 1333 года) он взят в плен и получает свободу лишь за большой выкуп в 1335 году.
В 1337 году, с самого начала боевых действий в Гиени, Жан I в королевской армии. В 1339 году, после ряда удачных боев на Юге, его вызывают на Север, где он обороняет Камбре от имени Жана, герцога Нормандии, будущего короля Иоанна II Доброго.
В 1340 году Жан I участвовал в походе на Валансьен, играет определяющую роль в разгроме англо-фламандской армии под командованием Робера III д’Артуа при Сент-Омере (28 июля 1340 года), участвовал в осаде Турне.
22 ноября 1342 года он от имени наместника короля в Лангедоке принял сдачу городов Сен-Базейль и Ландевон.
В 1346—1347 годах он был наместником короля и герцога Нормандского и командующим всеми войсками в Ажене, Гаскони, Керси, Перигоре и окрестностях Бордо.
В 1350—1351 годах входил в совет нового короля, Иоанна II Доброго.
В июле 1351 года воевал в Нижней Нормандии.
С 1352 года, став наместником короля в Лангедоке, стал одним из главных руководителей королевской армии в сражениях против англичан.
В 1355 году, во время рейда принца Уэльского Эдуарда к Тулузе, Жан I, укрыв основную часть населения за стенами городов и замков, прикрыл своими войсками Тулузу, штурмовать которую Чёрный Принц не осмелился, а затем преследовал противника, не давая ему передохнуть, почти до самого Бордо, его резиденции. Подобной тактики в дальнейшем придерживался Бертран дю Геклен, что принесло ему славу великого полководца, и такую тактику предписывал своим капитанам король Карл V, получивший прозвание Мудрый. Но только самый ленивый из историков не поспешит обвинить Жана I в нерадивости и чуть ли не в предательстве во время этого рейда. Современники более высоко оценили его деятельность. Король передал ему графство Гор, возвращённое им короне после получения виконтств Ломань и Овиллар.
Пользуясь затишьем в войне с Англией, в 1357 году он откликнулся на призыв папы Иннокентия VI и изгнал из Прованса Большие Компании, которыми командовал Арно де Серволь по прозвищу Протопоп. За эту помощь папа и королева Жанна Сицилийская, графиня Прованса, признали права Жана I на несколько сеньорий в Провансе, которые принадлежали его первому тестю, Бертрану де Го, и которые были конфискованы, часть — королём Робером Сицилийским, отцом королевы Жанны, часть — предшественником нынешнего папы, сразу же после смерти Бертрана де Го. Спор о правах тянулся с 1324 года, и теперь Жану I была назначена крупная компенсация за отказ от своих прав на эти сеньории.
В 1358 году Жан I был сменён на посту наместника Лангедока сыном короля Иоанна Доброго, Жаном Французским, графом де Пуатье, будущим герцогом де Берри, своим крестником. Он остался при нём советником, а скоро стал и его тестем. Последующие годы отмечены не только борьбой с англичанами, но и резкой активизацией графа де Фуа, выступающего не только против своего наследственного противника, но и его нового родственника, наместника Лангедока.

## Английское господство
По условиям мира в Бретиньи (1360), все земли Жана I были переданы Англии, и таким образом он становился вассалом Эдуарда, принца Уэльса и Аквитании. Кроме того, он обязан отдать королю Англии графство Гор без каких-либо компенсаций. Не желая приносить клятву верности своему противнику, он всячески старается оттянуть этот позорный для себя момент.
Согласно договору, заключенному им с королём Кастилии Педро I (19 августа 1356), он отправляется за Пиренеи и участвует в войнах Кастилии с Арагоном (начало 1361 и лето 1362), в походе против мавров (август — сентябрь 1361) и осаде Гренады (март — апрель 1362).
В 1362 году возобновилась многолетняя война с домом де Фуа. Жан I и его союзники были разгромлены в сражении при Лонаке (5 декабря 1362 года). Сам он оказался в плену своего наследственного противника. Гастон III Феб, граф де Фуа затребовал баснословный выкуп, и пока он не был выплачен, Жан I находился в заключении в замке Фуа. Он и его люди искали деньги везде, где только могли. Крупную сумму одолжил даже Эдуард, принц Уэльский. В 1364 году Жан I передал ему графство Гор, поставив, однако условием, чтобы его зять, герцог Жан де Берри, находившийся в Англии в качестве заложника, получил свободу.
В апреле 1365 года, получив свободу, Жан I приносит, наконец, оммаж принцу Эдуарду за все свои владения. Последним из всех. Тем не менее принц назначает его своим гофмейстером и вводит в свой тайный совет. В 1367 году он участвует в походе принца в Кастилию против Энрике Трастамара, свергнувшего своего брата, Педро I, и провозгласившего себя королём. В сражении при Нахере (3 апреля 1367) он командует правым крылом объединенной армии Чёрного Принца и свергнутого короля.

## Апелляция
Недовольный политикой Чёрного Принца, не желавшего считаться с местными обычаями и правами сеньоров и коммун, в 1368 году Жан I подает апелляцию на его действия королю Эдуарду III, непосредственному сеньеру принца Уэльского, а когда не получает от него никакого ответа, то, 2 мая того же года, королю Карлу V, верховному сюзерену Аквитании, что фактически служило юридическим основанием для возвращения Францией отданных ею по договору в Бретиньи земель. Почти полгода Жан I, поддержанный только сыном Жаном, был единственным, кто открыто выступал против английского господства на Юге. Только 8 сентября к нему присоединился его племянник, Арно Аманье IX, сир д’Альбре, а 17 сентября город Родез. Наконец 8 октября 1368 года Карл V согласился принять апелляцию и предоставить апеллянтам своё покровительство и защиту. В 1369 году возобновилась война с англичанами. Жан I возглавил изгнание англичан из Лангедока.
Он умер 16 мая 1373 года в своем замке Бомон-де-Ломань, и согласно его завещанию был похоронен в соборе Святой Мария Ошской, рядом с могилой своего отца.

## Дипломатическая деятельность
Дипломатические способности Жана I широко использовалось всеми его сюзеренами.
Он неоднократно участвует в переговорах с Англией: в Эплешене близ Турне, закончившихся перемирием между Францией и Англией сроком на 9 месяцев (25 сентября 1340), в Сангатте 27 июля 1347 г., в Булони 29 сентября 1347 г.
В 1342 г. он привлечен к предварительным переговорам о покупке Дофине, и был одним из двух свидетелей его передачи в 1349 г.
На него возлагались обязанности посредника перемирий, объявленных 21 сентября 1347 г. и 30 июня 1350 г.
В апреле 1351 г. он входит в состав посольства во Фландрию, в результате которого Маргарита, наследница Фландрии, Артуа и Невера, рука которой уже была практически обещана одному из сыновей Эдуарда III, была обручена с Филиппом, герцогом Бургундии, а после его смерти стала женой Филиппа, младшего сына Иоанна II.
В декабре 1354 г. он в составе миссии в Авиньон, целью которой было предотвратить ратификацию папой губительного для Франции соглашения, заключенного в Гине в апреле этого года.
В 1356 г. он договаривается в Авиньоне с представителями Арагона о предоставлении арагонского галерного флота для действий у берегов Бретани против англичан, и о браке Луи, герцога д’Анжу, второго сына короля Иоанна II, с инфантой Хуаной Арагонской, дочерью короля Педро IV.
В 1366 г., от имени принца Уэльского, он ведет переговоры с представителями свергнутого короля Кастилии, Педро I, о совместных действиях против узурпатора, Энрике Трастамара. Летом 1367 г. он в делегации Чёрного Принца, направленной им к Педро IV, королю Арагона, с целью помирить его с Педро I Кастильским. В ноябре того же года он представитель Чёрного Принца на встрече делегаций королей Кастилии, Арагона и Наварры в Тарбе.

## Семья и дети
Весной 1324 г. он женился на Режине де Го († 1325), дочери и наследнице Бертрана де Го († 1325), виконта де Ломаня и д’Овиллара, и Беатрисы де Лотрек († 1332). Режина, таким образом, была внучатой племянницей папы Климента V. Она вскоре умерла, не оставив детей. Они были обручены 6 июня 1311 г. Несмотря на это, Эдуард II, король Англии, для укрепления союза с гасконскими сеньорами настаивал на её браке со своим сводным братом, Эдмундом Вудстоком, графом Кентским. Но Роже д’Арманьяк, епископ Лавора, дядя и опекун Жана I, и Бертран де Го, последовательный сторонник Франции, поспешили разрушить планы короля. Её завещание от 12 августа 1325 г., по которому оба виконтства и все земли её отца переходили к её мужу, было немедленно оспорено её тетками, сестрами Бертрана де Го, и их наследниками. Несколько судебных решений, в основном, в пользу Жана I, ни к чему не привели, тогда в 1336 г. король Филипп VI скупил все спорные земли и права у всех претендентов. При этом Жану I было предоставлено графство Гор. В 1343 г. король передал оба виконтства Жану I.
В мае 1327 г. он вторично женился на Беатрисе де Клермон (1310—1364), дочери Жана де Клермона (1283—1316), сеньора де Шароле и де Сен-Жюста, второго сына Робера Французского, графа Клермона и сира де Бурбона, родоначальника герцогов де Бурбонов, и Жанны († после 1348), дамы д’Аржье и де Катё. От этого брака у них были:
- Жан II (1330—1384), граф д’Арманьяк, и т. д.
- Бернар д’Арманьяк (ок.1336 — ??). Большинство исследователей считают, что с 1369 по 1377 гг. он был сенешалем Ажене, но по некоторым документам можно предположить, что к 1360 г. его не было в живых. Кем был в таком случае Бернар д’Арманьяк, рыцарь, сенешаль Ажене — не ясно.
- Жанна (1348—1388), с 17 октября 1360 г. жена Жана Французского (1340—1416), герцога де Берри.
- Мата († 1378/9), с 27 марта 1373 г. жена Хуана (1350—1395), принца Жероны, будущего Хуана I, короля Арагона.

Его побочный сын, Арно-Гийем (или Арно-Гийом), бастард д’Арманьяк, воевал под командованием своего брата, Жана II д’Арманьяка.